# Rosalie Gardiner Jones
Rosalie Gardiner Jones   (Cold Spring Harbor, 24 de febrer de 1883 - Estats Units d'Amèrica, 12 de gener de 1978) fou una sufragista estatunidenca. Va seguir l'exemple de les «Pankhursts» i després de conèixer les «Brown Women» organitzà marxes semblants per lluitar pel sufragi femení. Els seus seguidors l'anomenaven «General Jones».

## Biografia
Jones nasqué a Cold Spring Harbor (Nova York). Sa mare, Mary Elizabeth Jones, provenia d'una família de classe alta, els Jones. Son pare era el Dr. Oliver Livingston Jones Sr. Quan la mare de Rosalie va morir el 1918 a causa de la pandèmia de grip de 1918, el seu fill heretà la mansió familiar, la Mansió Jones. Després de molts anys de baralles per la casa, però, Rosalie fou qui heretaria la mansió. Rosalie i sa mare tenien punts de vista molt diferents sobre el sufragi femení. Mary Elizabeth formava part de les Associacions Antisufragi de l'Estat de Nova York, mentre que Rosalie era una activa sufragista i presidenta de l'Associació Nacional Americana del Sufragi Femení del comtat de Nassau.
Jones es llicencià en Arts en l'Adelphi College de Brooklyn, i després estudià en l'Escola de Dret de Brooklyn. Es graduà en el George Washington College of Law. Hi presentà dues tesis diferents, The Labor Party in England i The American Standard of Living and World Cooperation.

## Carrera
Jones fou una seguidora de les «Pankhursts», que eren sufragistes britàniques. Va organitzar marxes semblants a les de les «Brown Women» d'Edimburg a Londres uns mesos abans. Algunes de les seues marxes més famoses fou lad'Albany, el desembre del 1912, i la marxa de Washington, DC, el febrer del 1913. Durant la famosa marxa de Manhattan (Nova York) a Albany (Nova York), coordinà més de 200 dones en tretze dies. Tot i que la seva mare era una antisufragista, Rosalie va ser en contra dels desitjos de la seva mare que participés en aquestes marxes.
A principis del 1913, la «General Rosalie Jones» i els seus «pelegrins», com se'n deia, volien arribar al Capitoli. Se'n feren preparatius per a la benvinguda de les 225 dones "pelegrines". Constança Leupp, una sufragista, hi arribà uns dies abans i negà que les sufragistes passassen penúries: «[En la marxa] es van divertir molt». La «General Genevieve», cap de la brigada de cavalleria, portaria les genetes a trobar-se amb la «General Jones» amb els seus pelegrins. A Laurel (Maryland), Jones passà la nit durant la marxa i ací Genevieve es trobà oficialment amb Jones i les va escortar fins a la ciutat.
Jones era coneguda pel seu “exèrcit de guerrers” com el “General Jones” i amb raó. Jones creia en la lluita d'una batalla forta i no tenia por de fer res dramàtic per aconseguir el seu punt de vista. Les marxes podrien no haver estat tan famoses com la protesta d'Alice Paul, però Jones era una líder forta. Les seves marxes van portar eventualment a l'aprovació de la Dinovena esmena de la Constitució dels Estats Units el 4 de juny de 1919 i després a la ratificació de l'esmena el 18 d'agost de 1920.
Una volta aconseguit el sufragi, Jones va continuar lluitant pel que creia. El 1925, protestà contra el governador Al Smith i va exigir que destituís Robert Moses com a president de la Comissió de Long Island Park per l'apropiació de la propietat de les persones sense un advertiment just. Amb poc de suport, Jones tornà a la seua casa, a Long Island, on visqué sola.
Durant els anys següents, Jones va estar ocupada trencant tradicions, criant cabres a la seva propietat i barallant-se amb els seus veïns i parents. La relació amb la seva família sempre va ser tensa i gairebé mai agradable.

## Vida personal
El 15 de març del 1927, Jones es casà amb Clarence Dill, senador dels Estats Units de Washington. Aquest matrimoni va acabar en divorci, la qual cosa va ser àmpliament publicitat. Dill la va acusar de ser una esposa i mestressa de casa espantosa i d'avergonyir-lo constantment. Després del seu divorci, Jones es presentà sense èxit per al Congrés el novembre del 1936 com a demòcrata.
Jones va morir el 12 de gener del 1978, i les cendres les escamparen fora de la tomba de la seua mare, a l'Església Episcopal de St. John de Cold Spring Harbor (Nova York).

## Galeria d'imatges

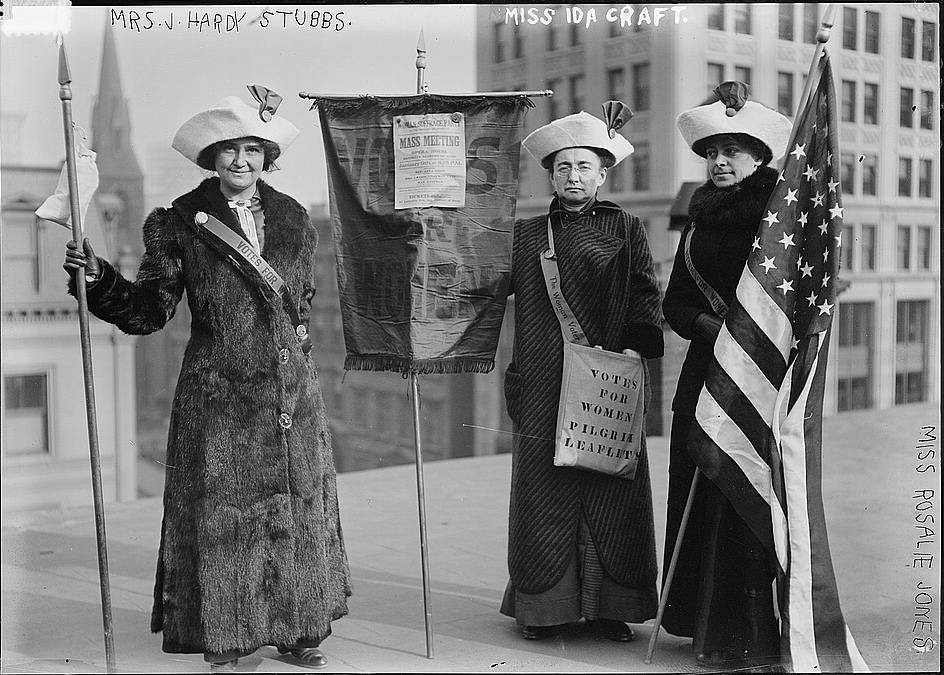
Jones, amb les sufragistes Jessie Stubbs i Ida Craft, circa 1912-1913
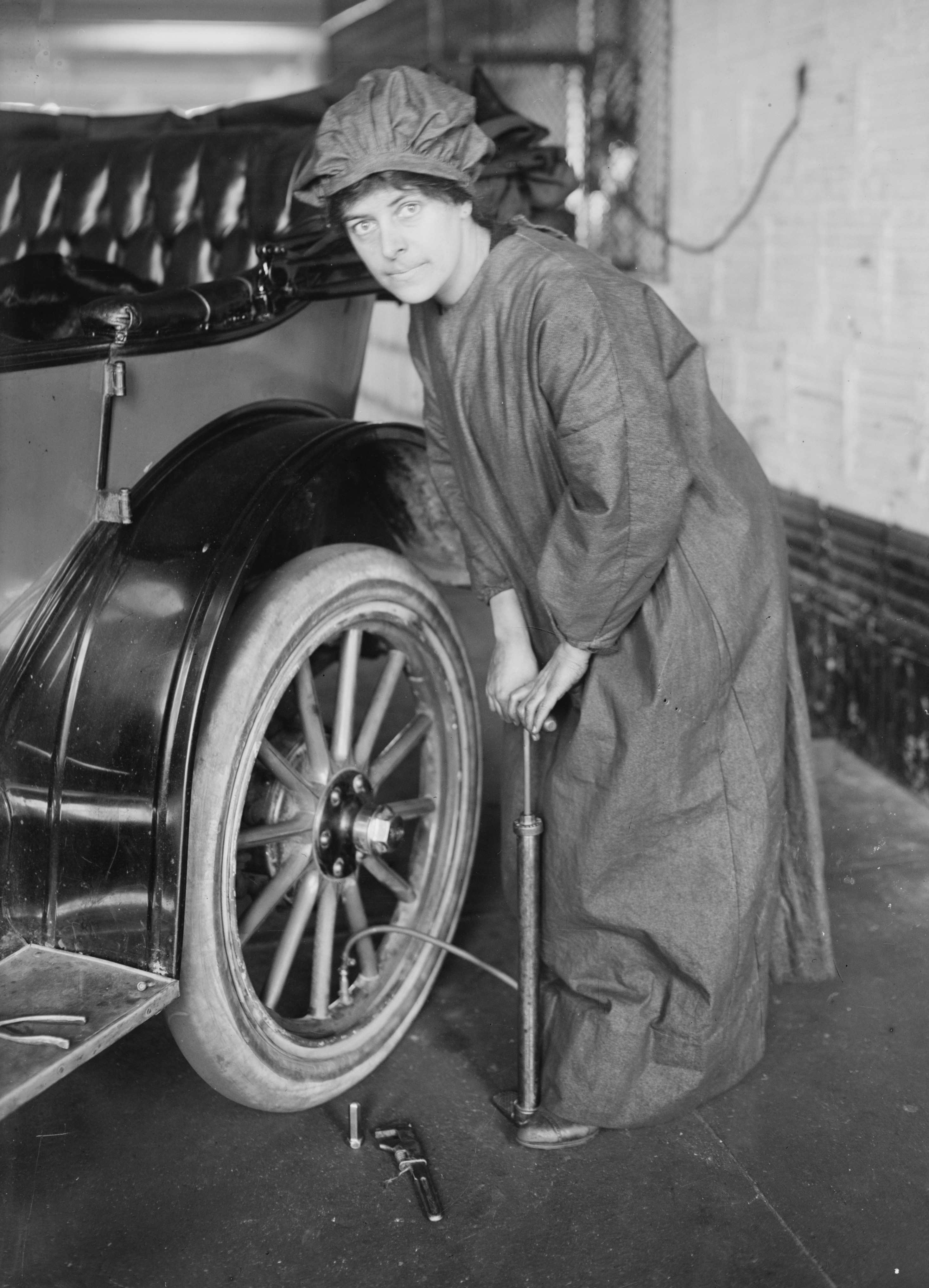
Jones, al voltant del 1910-1915